# 20513 Лаціо
20513 Лаціо (20513 Lazio) — астероїд головного поясу, відкритий 10 вересня 1999 року.
Тіссеранів параметр щодо Юпітера — 3,433.